# USB-C

Schéma USB-C

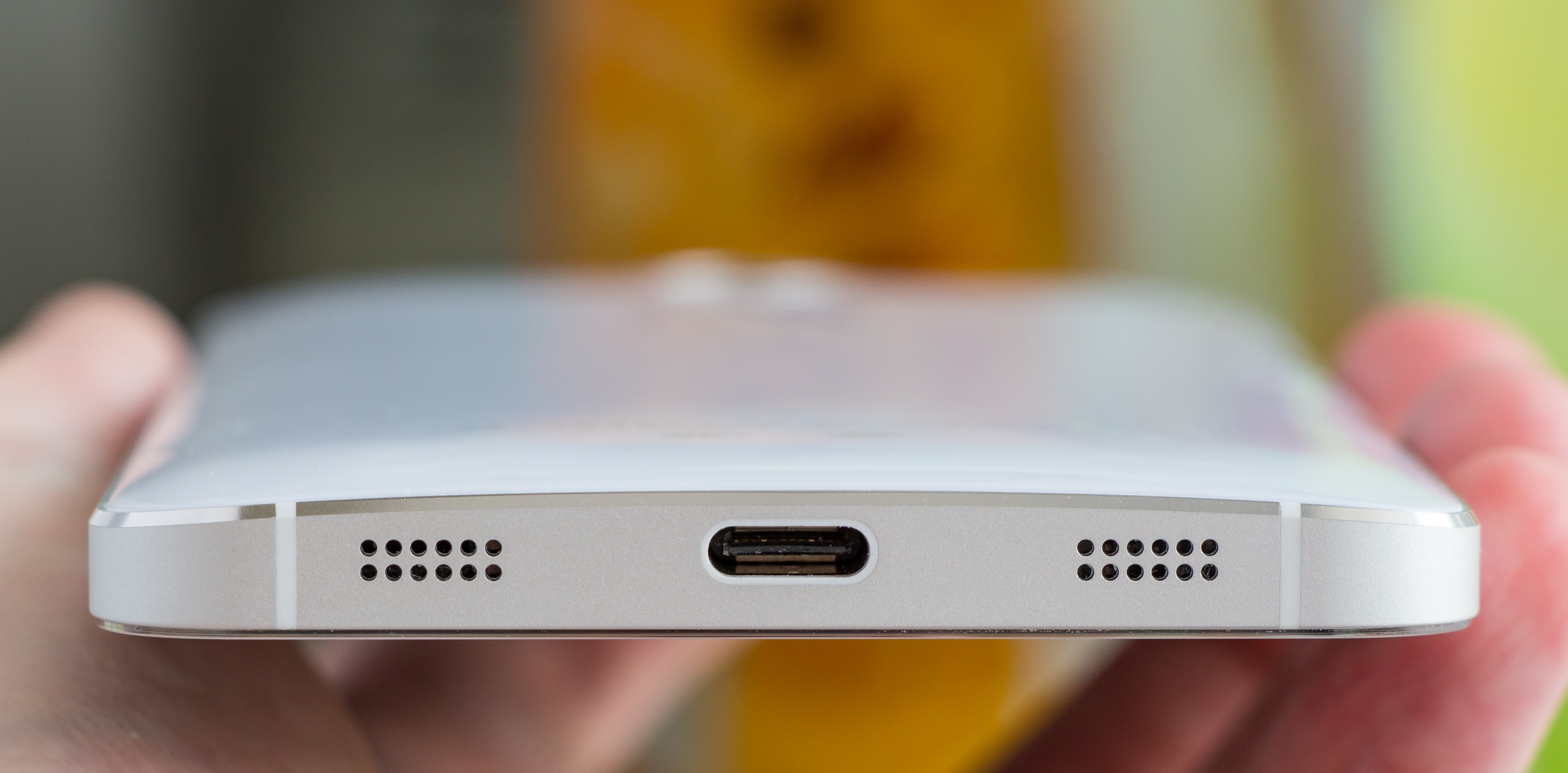
USB-C na mobilním telefonu

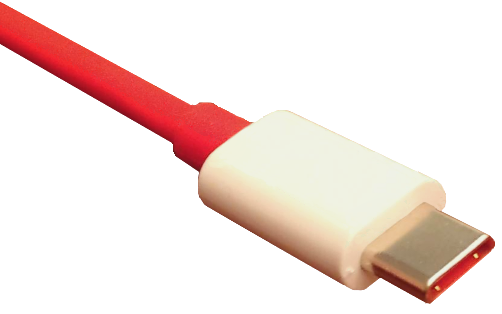
Konektor USB-C

USB-C (oficiálně USB Type-C, čteno [taɪp ˈsiː]IPA) je typ symetrického konektoru pro připojení periferií k počítači, který byl představen 3. prosince 2013. Definuje pouze fyzické vlastnosti konektoru (rozměry, provedení kontaktů), zatímco specifikace rychlosti datových přenosů (nebo způsob přenosu obrazu) jsou součástí standardů USB sběrnice (např. USB 3.2).

## Charakteristika
USB Type-C Specification 1.0 finalizovalo USB Implementers Forum v srpnu 2014 (ve stejnou dobu jako USB 3.1). V červenci 2016 byl standard přijat jako mezinárodní standard IEC 62680-1-3. Konektor USB Type-C používá konektor skládající se ze 24 kontaktů (12 shora, 12 zespoda). Konektor je symetrický, takže ho lze zasunout v obrácené pozici (i vzhůru nohama).
Kromě datové komunikace umožňuje USB-C také stejnosměrné napájení, kde s pomocí standardu USB Power Delivery umožňuje dodávat až 100 W (proud 5 A při napětí až 20 V). Tak vysoké příkony dostačují i pro napájení většiny notebooků.
První zařízení s novým USB-C se začala objevovat v polovině roku 2014. Konektor USB-C postupně v mobilních zařízeních nahradil starší microUSB konektor.
USB-C konektor je používán různými technologiemi a nelze proto předpokládat, že zařízení s tímto typem konektoru implementuje USB, USB Power Delivery nebo alternativní režimy (USB Alternate Mode), ve kterých jsou vodiče použity pro jiné přenosové protokoly, například pro přenos obrazu (DisplayPort nebo HDMI).
USB 3.2 ze září 2017 přidalo k existujícím datovým přenosům USB 3.1 (SuperSpeed and SuperSpeed+ s rychlostmi 5 a 10 Gbps) nový SuperSpeed+ režim využivající v USB-C konektoru dvě přenosové linky a dosahující tak rychlostí 10 a 20 Gbps (~1,2 a 2,5 GB/s). USB4 z roku 2019 je definováno už jen s USB-C konektorem, využívá protokol Thunderbolt 3 a dosahuje rychlostí 20 a 40 Gbps.

## Užití
Konektor USB-C a jeho podpora je přítomná v systémech Linux, Windows 11/10/8.1, MacOS, iOS12.1, Android 6.0, Chrome OS.
Firma Apple do roku 2022 používala u svých mobilních telefonů konektor Lightning, přestože Evropská unie požadovala po firmě změnu již asi 10 let. V říjnu 2022 potvrdila firma Apple přechod mobilních telefonů na konektor USB-C (první iPhone s USB-C bude iPhone 15). V ostatních zařízeních, jako jsou tablety iPad a počítače Macbook, už delší dobu byly jako jediné rozhraní používány USB-C konektory.
Svými vlastnostmi překonává USB rozhraní konektor Lightning od Applu, protože Lightning přenáší data rychlostí USB 2.0 (480 Mbps), zatímco USB-C zvládne rychlost USB 3.0 s přenosovými rychlostmi až 5 Gbps (USB 3.1 Gen 1) nebo 10 Gbps (USB 3.1 Gen2) a Thunderbolt 3 (superset USB-C) je schopen 40 Gbps. Maximální nabíjecí proud Lightning kabelu je 2,4 A zatímco kabel USB-C umožňuje 3 A až 5 A. 

## USB Power Delivery
Roku 2012 byl vydán standard USB Power Delivery (USB-PD), umožňující pomocí příslušného certifikovaného USB kabelu přenášet až 100 W (při napětí 20 V a proudu 5 A). Novější verze USB PD 3.1 umožňuje až 240 W.